# Liboriusz Wagner
Liboriusz Wagner (niem. Liborius Wagner; ur. w grudniu 1593, zm. 9 grudnia 1631) – niemiecki błogosławiony Kościoła katolickiego, duchowny katolicki, męczennik.

## Życiorys
Liboriusz Wagner urodził się w rodzinie protestanckiej. Rozpoczął naukę w szkole jezuitów w Würzburgu i w 1623 roku nawrócił się na katolicyzm, a dwa lata później w 1625 roku został wyświęcony na kapłana. Podczas wojny trzydziestoletniej został uprowadzony przez Szwedów na zamek w Meinbergu, gdzie przez pięć dni był okrutnie torturowany, aby zmusić go do powrotu do protestantyzmu, lecz odmówił. 9 grudnia 1631 roku poniósł śmierć męczeńską za wiarę. Następnie jego ciało zostało wrzucone do Menu. Ciało znaleziono po pięciu miesiącach i pochowano je w kaplicy zamkowej w Meinbergu, a później szczątki zostały przeniesione do kościoła kanoników regularnych w Heidenfeld.
Został beatyfikowany przez papieża Pawła VI w dniu 24 marca 1974 roku.